# Ladenbergia muzonensis
Ladenbergia muzonensis là một loài thực vật có hoa trong họ Thiến thảo. Loài này được (Goudot) Standl. mô tả khoa học đầu tiên năm 1931.